# Ferme de Montalibord
La ferme de Montalibord est une ferme située à Vescours, en France.

## Localisation
La ferme est située dans le département français de l'Ain, sur la commune de Vescours.

## Description
La ferme est équipée d'une cheminée sarrasine d'origine.

## Historique
La partie de la ferme avec la cheminée sarrasine a été datée à 1450.
L'édifice est classé au titre des monuments historiques en 1974.